# Bomun-ho
Bomun-ho (kor. 보문호) – sztuczny zbiornik wodny w Korei Południowej, w prowincji Gyeongsangbuk-do, na obszarze miasta wydzielonego Gyeongju. Powstał na potrzeby miejscowego rolnictwa w wyniku budowy, wysokiej na 22 m i długiej na 308 m, zapory wodnej, na wypływającym z jeziora Deokdong-ho strumieniu Buk-cheon, w dorzeczu rzeki Hyeongsan-gang. Zbiornik zajmuje powierzchnię 1,4 km². Obszar zlewni to 33,9 km². Pojemność zbiornika wynosi 10,151 mln m³. Budowę rozpoczęto w 1952, zakończono w 1963.

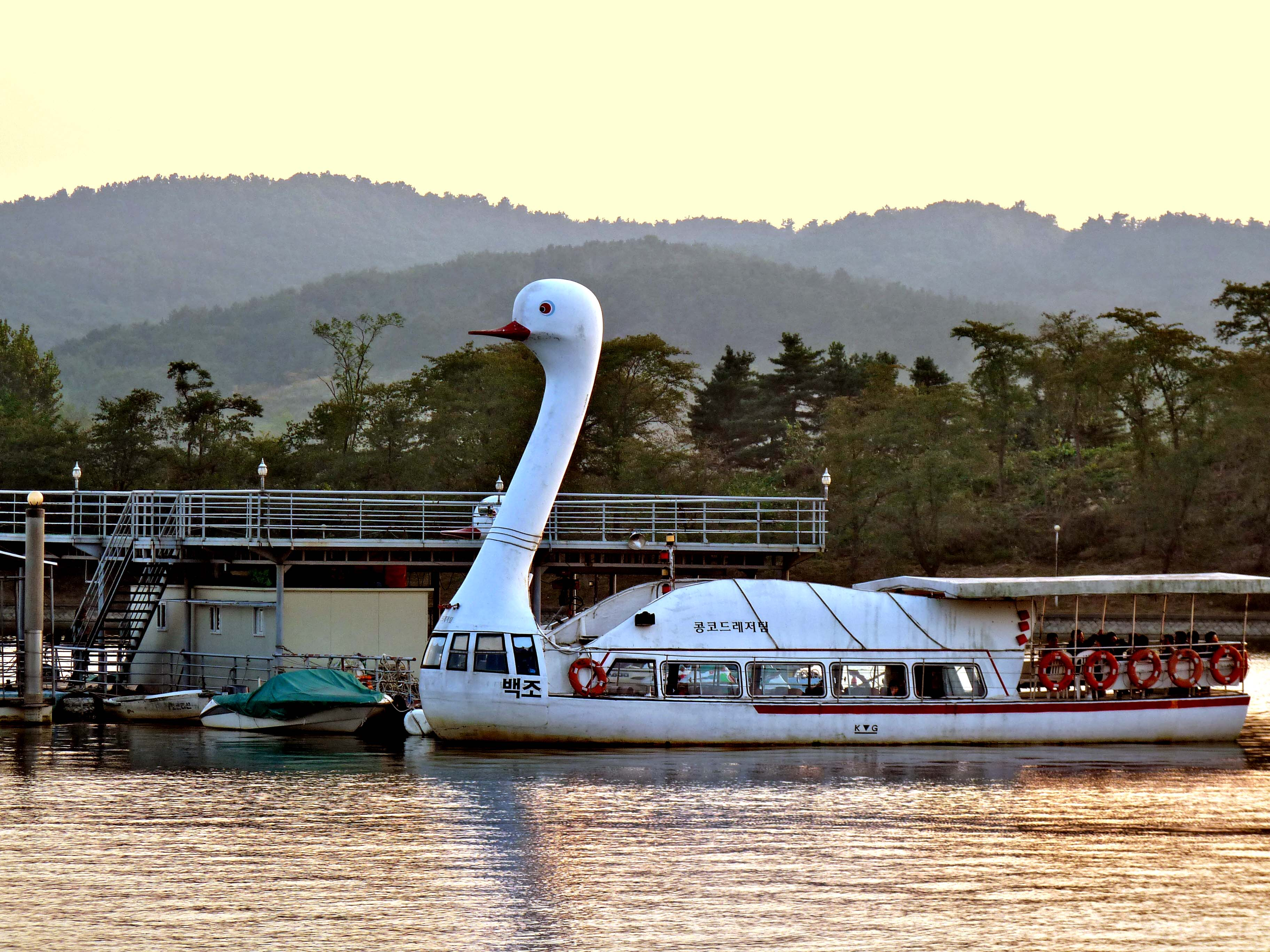
Łódź wycieczkowa w przystani na zbiorniku Bomun-ho

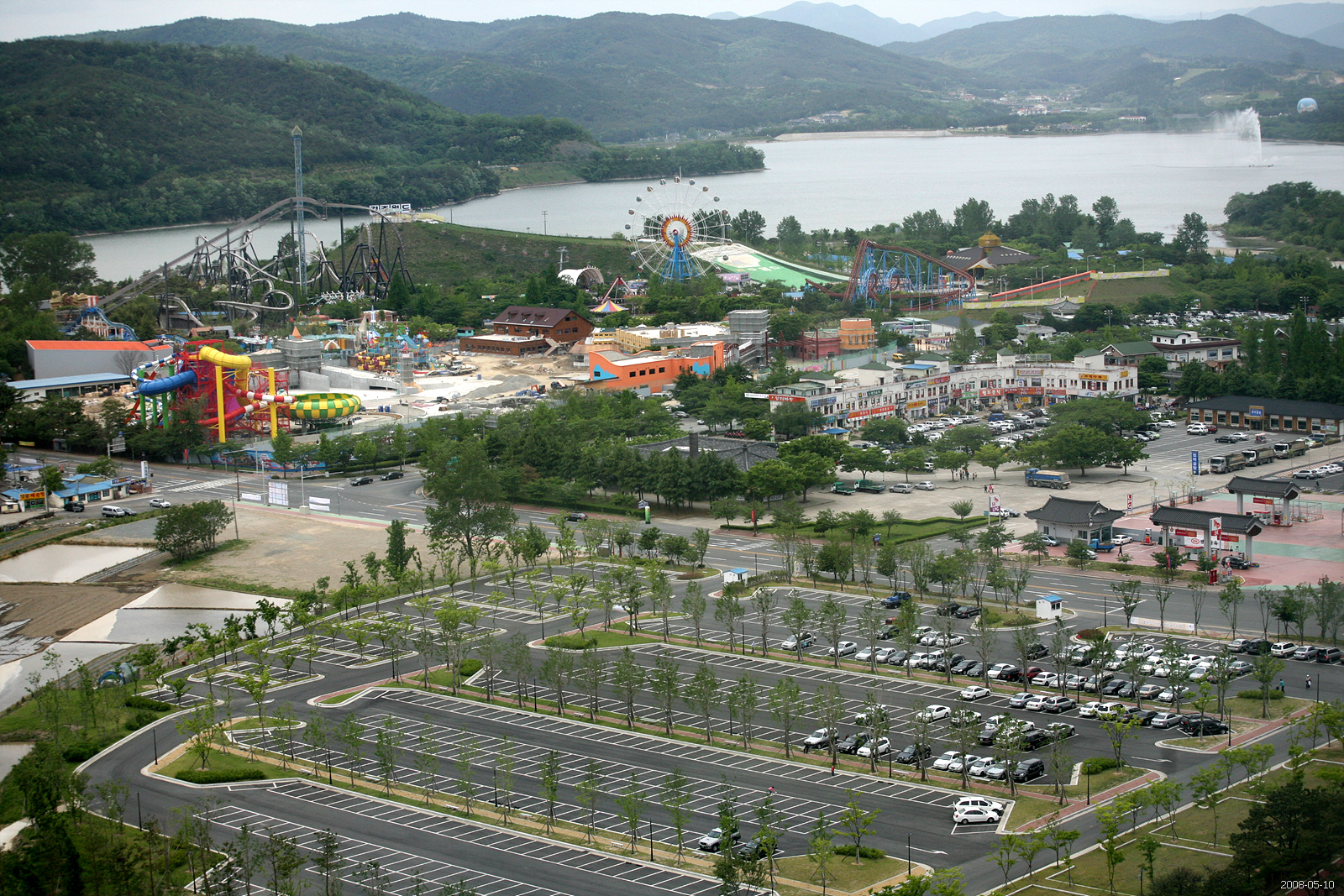
Kompleks turystyczny Bomun Lake Resort

## Fauna
Badania prowadzone między kwietniem 2008 a październikiem 2009 wykazały występowanie 15 gatunków ryb: karp (Cyprinus carpio), karaś chiński (Carassius auratus), Carassius cuvieri, różanka wschodnioazjatycka (Rhodeus ocellatus), Acheilognathus rhombeus, Acanthorhodeus macropterus, Squalidus multimaculatus, Zacco platypus, Hypomesus nipponensis, bass niebieski (Lepomis macrochirus), Odontobutis interrupta, Odontobutis platycephala, Rhinogobius brunneus, Tridentiger brevispinis oraz Channa argus. Dominującym gatunkiem była różanka wschodnioazjatycka, której odłowiono 519 osobników (30,3%) z całkowitej liczby 1712 odłowionych ryb.
Obserwacje wykonywane od 2001 do 2014 potwierdziły obecność 42 gatunków ptaków. W 2014 najliczniejsze były populacje: nurogęsi (Mergus merganser), bielaczka (Mergellus albellus), łyski zwyczajnej (Fulica atra) oraz sroki zwyczajnej (Pica pica). Stwierdzono także obecność m.in. bielika zwyczajnego (Haliaeetus albicilla) oraz pliszki siwej (Motacilla alba).

## Infrastruktura turystyczna
W kwietniu 1979 otwarto kompleks turystyczny Bomun Lake Resort o powierzchni 19,38 km², którego zbiornik stał się częścią. Na obszarze kompleksu znajdują m.in. sala konferencyjna, ośrodek golfowy, centrum handlowe, hotel, przystań wodna, kino samochodowe – największe w Korei Południowej, mogące pomieścić 400 samochodów, z ekranem o wymiarach 25 × 20 m. Oprócz tego funkcjonują Seonjae Art Gallery i Bomun Outdoor Performance Hall, w której corocznie, od kwietnia do stycznia roku kolejnego, odbywają się bezpłatnie koncerty tradycyjnej muzyki koreańskiej.
W 2008 nad zbiornikiem powstał Gyeongju World Culture Expo Park. Jego istnienie ma związek z odbywającą się co 2–3 lata w mieście wystawą Angkor-Gyeongju World Culture Expo. Na jego terenie znajdują się obiekty kulturowego dziedzictwa Silla, a także m.in.: Silla Culture History Pavilion, World Cinematography Gallery, World Fossil Museum oraz Fun Fun Challenge World.